# Paleogenia indomini
Paleogenia indomini (лат.) — ископаемый вид дорожных ос (Pompilidae). Обнаружен в эоценовом балтийском янтаре (Калининградская область, Россия) (около 38 млн лет).

## Описание
Мелкие осы, длина около 3 мм. Обнаружены в эоценовом балтийском янтаре (Калининградская область, Россия) (возраст находки около 38 млн лет). От близких видов отличается следующими признаками: щека на 0,5 × шире глаза на боковом виде; клипеус с медианной бледной линией. Голенная шпора длинная, равна примерно 0,6-0,9× длины базального тарзомера. Апикальная часть гипопигия хорошо превышает тергит 7 и стернит 6, стержневидная в вентральном виде.